# H-IIB
H-IIB (H2B) – japońska rakieta nośna produkowana przez Mitsubishi Heavy Industries i Japońska Agencja Eksploracji Aerokosmicznej, najmocniejsza rakieta z rodziny H-II. Wykorzystywana głównie do wynoszenia pojazdów HTV Kounotori w celu dostarczenia zaopatrzenia i zestawów eksperymentów na Międzynarodową Stację Kosmiczną.

## Opis rakiety

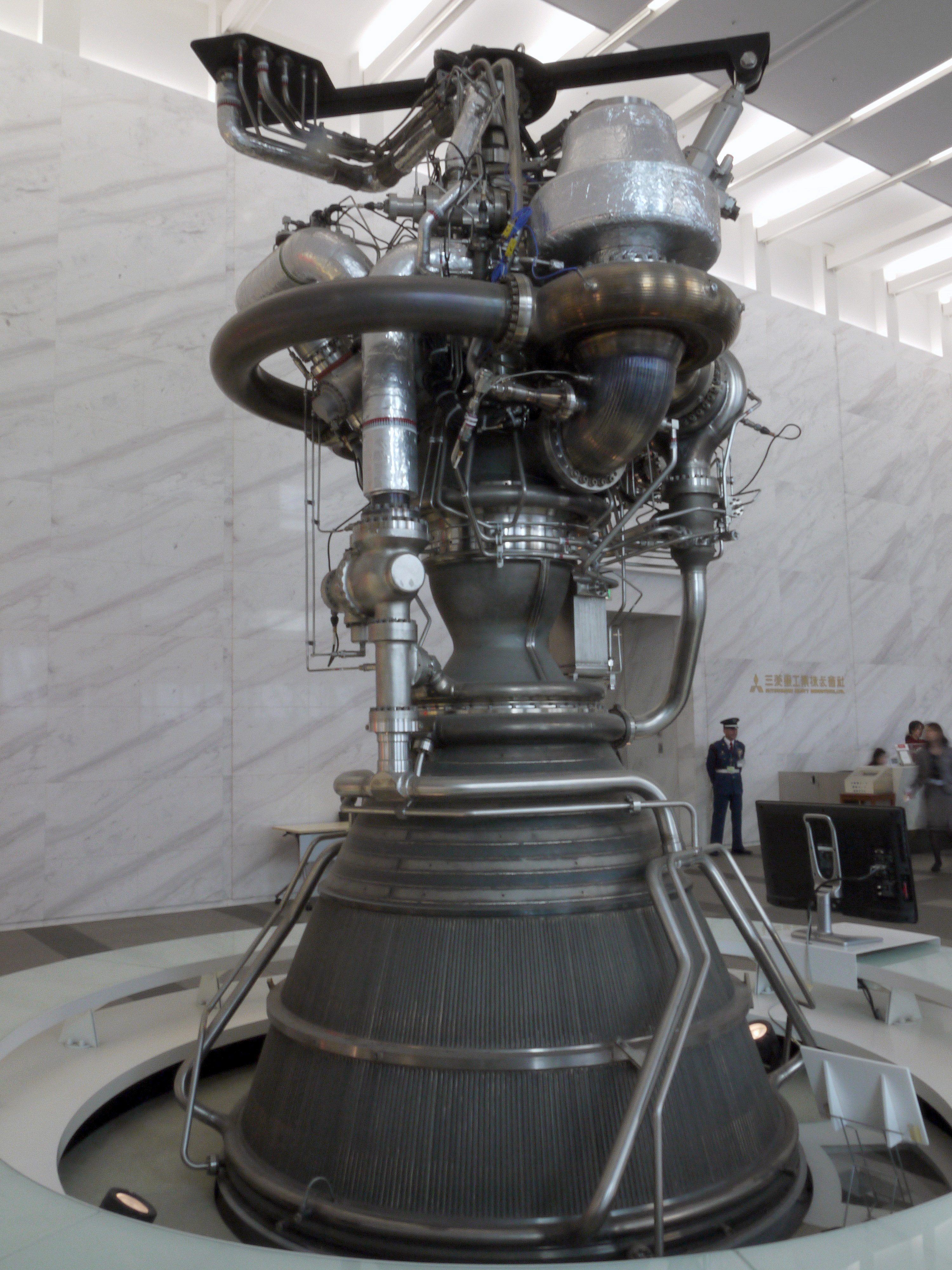
LE-7A

H-IIB jest całkowicie wzorowana na H-IIA, co ułatwiło konstruktorom opracowanie procesu produkcji z mniejszymi kosztami i ryzykiem w krótszym czasie. Podobnie jak u poprzedniczki, centralne człony H-IIB są zasilane mieszanką kriogeniczną (LH2+LOX). W przeciwieństwie do H-IIA, H-IIB posiada zmodyfikowany 1. stopień, o średnicy 5,2 m (H-IIA ma tylko 4 m) i o wysokości o 1 m większej niż H-IIA, przez co magazynuje on 1,7 razy więcej paliwa niż H-IIA. Inną różnicą jest liczba silników, w H-IIA występuje tylko jeden silnik LE-7A, H-IIB posiada dwa takie silniki, przez co może wynieść znacznie cięższy ładunek. H-IIB posiada również cztery dopalacze SRB-A (w wersji A3) zasilane polibutadienem, zaś H-IIA tylko 2. H-IIA może wynieść ładunek o masie max. 15 ton na niską orbitę, zaś H-IIB aż 19 ton, co pozwala na wyniesienie HTV (masa 16,5 t) w kosmos.
Koszt opracowania rakiety wyniósł ok. 27 miliardów jenów.

## Starty
Podobnie jak inne rakiety serii H-II, H-IIB startuje z kompleksu Yoshinobu w Centrum Lotów Kosmicznych Tanegashima.
| Numer lotu | Data startu                     | Ładunek                                                               | Skutek | Uwagi                                                                                     |
| ---------- | ------------------------------- | --------------------------------------------------------------------- | ------ | ----------------------------------------------------------------------------------------- |
| 1          | 10 września 2009 (17:01:46 UTC) | HTV-1                                                                 | Sukces | Pierwszy start H-IIB                                                                      |
| 2          | 22 stycznia 2011 (05:37:57 UTC) | HTV-2                                                                 | Sukces |                                                                                           |
| 3          | 21 lipca 2012 (02:06:18 UTC)    | HTV-3 Raiko* We Wish* Niwaka* TechEdSat* F-1*                         | Sukces | *Satelity CubeSat załadowane wewnątrz HTV, zostały wypuszczone z ISS 4 października 2012. |
| 4          | 3 sierpnia 2013 (19:48:46 UTC)  | HTV-4 Pico Dragon* ArduSat-1* ArduSat-X* TechEdSat-3*                 | Sukces | *Satelity CubeSat załadowane wewnątrz HTV, wypuszczone z ISS.                             |
| 5          | 19 sierpnia 2015 (11:50:49 UTC) | HTV-5 SERPENS* S-CUBE* Flock-2b* GOMX-3* AAUSAT5*                     | Sukces | *Satelity CubeSat załadowane wewnątrz HTV, wypuszczone z ISS.                             |
| 6          | 9 grudnia 2016 (13:26:47 UTC)   | HTV-6 AOBA-Velox 3* TuPOD* EGG* ITF-2* Stars-C* Freedom* WasedaSAT-3* | Sukces | *Satelity CubeSat załadowane wewnątrz HTV, wypuszczone z ISS.                             |

Opracowano na podstawie: Jonathan's Space Home Page